# .ae
.ae は国別コードトップレベルドメイン (ccTLD) の一つで、アラブ首長国連邦に割当られている。Etisalatが管理を行っている。

## 第2および第3レベルの登録
登録は第2レベルか様々なカテゴリーラベルの下の第3レベルで行うことが出来る。以前は、.co.aeは企業用として使用されていたが、商用利用は第2レベルの方が好ましいためこれはなくなった。だが、既存の.co.aeは登録者が望むのであれば更新は可能である。
- .ae — 企業、団体、個人
- .net.ae — ネットワークプロバイダ
- .gov.ae — 政府
- .ac.ae — 大学、単科大学、および教育機関
- .sch.ae — 公私学校
- .org.ae — 非営利組織
- .mil.ae — 軍事団体
- .pro.ae — 専門家
- .name.ae — 個人

登録名が第2レベルに登録され、多くの英語が-aeで終わるため、多くのドメインハックの可能性がある。